# Коміренко Михайло Митрофанович
Михайло Митрофанович Коміренко (4 лютого 1937 — 31 серпня 2019) ― ветеран праці, Заслужений вчитель України, Соросівський професор, Народний вчитель України, засновник та незмінний директор природничо-математичної школи-інтернату міста Фастова, а згодом Фастівського ліцею-інтернату протягом декількох десятиліть, почесний громадянин Фастова.

## Наукові посібники
- Посібник для тестової атестації учнів з фізики. 11 клас / М. М. Коміренко, Н. І. Коміренко. — Фастів: Поліфаст, 2002. — 96 с. — ISBN 966-7758-12-5.[2]
- Посібник для тестової атестації учнів з фізики. 9 клас / М. М. Коміренко, Н. І. Коміренко. — Фастів: Поліфаст, 2005. — 146 с. — ISBN 966-7758-27-3.[2]
- Посібник для тестової атестації учнів з фізики. 7 клас / М. М. Коміренко, Н. І. Коміренко. — Біла Церква: КОІПОПК, 2003. — 152 с.[2]

## Нагороди
- Звання «Відмінник народної освіти»
- Звання «Вчитель-методист»
- Медаль «Ветеран праці»
- Почесне звання «Заслужений вчитель України»
- Грант Соросівського Учителя
- Почесне звання «Народний вчитель України» (2007)[3]

### Учбові посібники
- Коміренко М. М. (учбові посібники)// Сайт Національної бібліотеки ім. В.Вернадського, Процитовано 5 жовтня 2022 року

| Персоналії | Це незавершена стаття про особу. Ви можете допомогти проєкту, виправивши або дописавши її. |